# The Task (Film)
The Task ist ein US-amerikanischer Horrorfilm aus dem Jahr 2011.

## Handlung
Die Geschwister Stanton und Angel sowie Shoe, Randall, Toni und Dixon werden entführt, nachdem sie sich für die Teilnahme an einer Realityshow beworben haben. Nun erfahren sie ihre Aufgabe: Sie sollen eine Nacht in einem verlassenen Gefängnis verbringen, um 20.000 Dollar zu gewinnen. Wenn sie gemeinsam durchhalten, soll es einen Bonus geben. Der Moderator Taylor verbindet die sechs Teilnehmer in einer Reihe mit Handschellen, nimmt ihnen ihre Gegenstände weg und führt sie ins Gefängnis. Sie gelangen in einen Raum, der einst als Büro des Wärters diente. Ein böser Clown auf einem Bildschirm informiert sie darüber, dass dieser Wärter damals Insassen ermordete und deshalb zum Tode verurteilt werden. Zunächst sollen die Teilnehmer aus einer Kiste Schachfiguren ziehen, mit denen sie später einer Aufgabe zugeordnet werden.
Randall ist als Erster an der Reihe. Er muss in die Kapelle des Gefängnisses gehen und erhält, ebenso wie später die anderen Teilnehmer, Anweisungen über ein Funkgerät. In der Kapelle erfüllt er seine Aufgabe, im Dunklen das Vaterunser rückwärts aufzusagen, womit er den Geist des Wärters hervorruft. Während er zu den anderen zurückkehrt, gibt es im Übertragungswagen des Fernsehsenders Probleme mit den Kameras. Dort verfolgen die Mitarbeiter Connie, Sclezi, Big Daddy und Snow das Geschehen. Sclezi soll die technischen Probleme löst, wird der Wärter sticht ihm im Gefängnis ins Auge.
Dixon bekommt die Aufgabe, sich in ein Loch zu legen, das mit Fäkalien gefüllt ist. Als er darin liegt, schließt ihn der Wärter ein. Die Mitarbeiter im Ü-Wagen sehen das und glauben nun, dass sie selbst auch überwacht werden. Dann werden die nächsten Teilnehmer losgeschickt. Shoe und Randall sollen ein Stück Fleisch braten und essen, das angeblich Menschenfleisch ist. Sie schaffen es, sich zu überwinden, obwohl Shoe Vegetarierin ist. Toni und Stanton müssen in die Gaskammer gehen, wo Stanton Toni auf dem Stuhl fixiert und ihr eine Gasmaske anzieht. Als Gas in den Raum strömt, soll Stanton die Leitung verfolgen und das Gas abdrehen. Der Wärter nimmt Toni jedoch die Gasmaske ab und ersticht Shoe und Randall, die gerade auf dem Rückweg zur Zentrale sind. Anschließend schlägt er Stanton nieder, der gerade das Gas abgedreht hat.
Angesichts der Eskalation macht sich Connie Sorgen. Sie schickt Big Daddy und Taylor ins Gefängnis, doch die beiden Männer werden vom Wärter angegriffen. Connie nimmt über die Lautsprecher Kontakt mit Angel auf und drängt sie, das Gefängnis zu verlassen. Doch Angel hat gerade die Aufgabe erhalten, Toni und Dixon zu befreien, und möchte weiterspielen. In einer Gefängniszelle findet sie ein Messer. Als der Wärter mit einem großen Schlüssel vor ihr steht, sticht sie ihm in den Bauch und nimmt den Schlüssel mit. Sie entdeckt Stanton, der kopfüber in einer Zelle hängt. Aber sie kommt zu spät. Der Wärter ersticht Stanton und Geister der früher ermordeten Insassen tauchen auf, um den Teilnehmer zu fressen.
Connie betritt selbst das Gefängnis und trifft dabei auf Angel. Als Angel flieht, jagt der Wärter Connie. Diese sieht sich schon sterben, als plötzlich zwei Kopien des Wärters sowie die unversehrten Shoe, Randall, Taylor und Big Daddy auftauchen. Sie erklären, dass alles für die Show inszeniert gewesen sei und dass Connie die tatsächliche Kandidatin sei. Connie und Taylor suchen nach Toni und Dixon und finden beide tot auf. Der Wärter vergast nun Connie in der Kammer und sperrt die anderen Teilnehmer ein. Nur Angel kommt aus dem Gefängnis raus. Als Snow mit der Kamera vor ihr steht und ein Fazit von ihr hören will, schlägt Angel auf die Kamera.

## Rezeption
Für den Filmdienst ist es ein „[a]tmosphärisch dichter Horrorthriller nach gängigen Mustern, der, immerhin, allzu brutale Effekte meidet“. Der Rezensent beim Horror-Magazin sieht den Film abgesehen von etwas schwach gezeichneten Charakteren ebenfalls positiv. Dieser sei „etwas plump, dafür stets bitterböse, geradlinig bis hin zur guten Schlussüberraschung und nicht zimperlich. Es darf aber auch geschmunzelt werden, denn so ganz ernst nimmt sich das Werk offenbar selbst nicht.“ Zu einer negativen Einschätzung kommt hingegen der Rezensent von cinema.de: „Außer etwas Atmo, den üblichen Schocks und moderatem Grusel hat der [Film] wenig zu bieten – und das zu spät. Stil, Thrill, Logik und Originalität? Fehlanzeige.“